# Dirk Basting
Dirk Basting (* 1945 in Bad Marienberg) ist ein deutscher Chemiker, Physiker und Unternehmer.

## Leben
Basting studierte Chemie in Marburg, arbeitete von 1971 bis 1975 am Göttinger Max-Planck-Institut für biophysikalische Chemie in der Abteilung Laserphysik von Fritz Peter Schäfer und promovierte dort 1975 mit einer Arbeit über Stickstofflaser-gepumpte Farbstofflaser mit grossem Abstimmbereich. Auf Anregung und mit Unterstützung durch Fritz Peter Schäfer 1971 gründete er zusammen mit Bernd Steyer das im High-Tech Bereich Laser-Technologie tätige Unternehmen Lambda Physik mit Sitz in Göttingen.
In den Jahren 2000 bis 2002 war er Präsident der Deutschen Physikalischen Gesellschaft. Er ist Mitglied im Aufsichtsrat der Sartorius AG. Basting verließ Lambda Physik im Jahr 2003 und setzte sich zur Ruhe; er lebt in Fort Lauderdale, Florida.
Basting war Mitglied in der Jury des Deutschen Zukunftspreises. Weiterhin ist er „Persönlich Förderndes Mitglied“ der Max-Planck-Gesellschaft.
Er hat einen Sohn und eine Tochter.

## Veröffentlichungen (Auswahl)
- G. Marowsky, Dirk Basting (Hrsg.): Excimer laser technology, Berlin ; Heidelberg ; New York : Springer, Berlin, Heidelberg New York 2005, ISBN 978-3-540-20056-7.

## Auszeichnungen
- Bundesverdienstkreuz am Bande (2004)